# Evangelho de Egerton
O Evangelho de Egerton, que recebeu esse nome pois integra a Coleção Egerton na Biblioteca Britânica, é um grupo de fragmentos de papiro que versam sobre a vida de Jesus que era desconhecido até sua descoberta, que ocorreu em 1934 no Egito. Logo após a descoberta, os documentos foram adquiridos pelo Museu Britânico. Estima-se que os documentos foram produzidos no final do II séc. DC, e, por isso, trata-se de uma dos mais antigos fragmentos de qualquer evangelho conhecido. É também conhecido como o Evangelho Desconhecido, pois nenhuma fonte antiga faz referência a ele, além de ser totalmente desconhecido antes de sua publicação.